# جون درير
جون درير (بالإنجليزية: John Dreyer)‏ هو لاعب كرة قدم بريطاني، ولد في 11 يونيو 1963 في ألنويك في المملكة المتحدة. لعب مع أكسفورد يونايتد وبرادفورد سيتي وبولتون واندررز وستوك سيتي وستيفيناغ بوروه وكامبريدج يونايتد ونادي توركي يونايتد ونادي فولهام ونادي لوتون تاون.

## وصلات خارجية
- جون درير على موقع قاعدة بيانات كرة القدم.إي يو (الإنجليزية)
- جون درير على موقع Soccerbase.com (لاعب) (الإنجليزية)
- جون درير على موقع عالم كرة القدم.نت (الإنجليزية)